# Roccasecca
Roccasecca est une commune italienne de la province de Frosinone dans la région Latium en Italie.

## Administration
| Période                                  | Période  | Identité         | Étiquette | Qualité |
| ---------------------------------------- | -------- | ---------------- | --------- | ------- |
| 29 mai 2006                              | En cours | Giovanni Giorgio |           |         |
| Les données manquantes sont à compléter. |          |                  |           |         |

### Hameaux
Caprile, Castello, Melfa, Roccasecca Stazione.

### Communes limitrophes
Castrocielo, Colfelice, Colle San Magno, Pontecorvo, Rocca d'Arce, San Giovanni Incarico, Santopadre

### Jumelage
Roccasecca est jumelée à la commune française de Seine-et-Marne Croissy-Beaubourg.

## Personnalités liées à la commune
- Franco Fava
- Severino Gazzelloni
- Thomas d'Aquin
- Antonio Zullo